# Mark Smith (cestista 1999)
Mark Anthony Smith (Decatur, 16 agosto 1999) è un cestista statunitense.

## Carriera
Il 5 luglio 2022 ha firmato con il BG 74 Gottinga partecipante in Bundesliga.
Il 29 luglio 2023 ha firmato con il Saragozza partecipante in Liga ACB.
Il 5 luglio 2024 ha firmato con il Nagasaki Velca partecipante in B.League.

## Statistiche

### NCAA
| Anno      | Squadra                  | PG  | PT  | MP   | TC%  | 3P%  | TL%  | RP  | AP  | PRP | SP  | PP   |
| --------- | ------------------------ | --- | --- | ---- | ---- | ---- | ---- | --- | --- | --- | --- | ---- |
| 2017-2018 | Illinois Fighting Illini | 31  | 18  | 19,1 | 33,7 | 23,2 | 79,6 | 1,4 | 1,4 | 0,6 | 0,1 | 5,8  |
| 2018-2019 | Missouri Tigers          | 19  | 16  | 28,4 | 43,6 | 45,0 | 77,4 | 5,2 | 1,6 | 0,7 | 0,1 | 11,4 |
| 2019-2020 | Missouri Tigers          | 24  | 20  | 26,7 | 39,3 | 37,1 | 73,5 | 3,9 | 0,8 | 0,9 | 0   | 10,0 |
| 2020-2021 | Missouri Tigers          | 26  | 24  | 29,6 | 37,2 | 31,5 | 76,5 | 3,2 | 1,0 | 1,0 | 0,2 | 9,7  |
| 2021-2022 | KSU Wildcats             | 31  | 31  | 31,7 | 44,9 | 36,2 | 70,9 | 8,4 | 1,7 | 1,1 | 0   | 12,7 |
| Carriera  | Carriera                 | 131 | 111 | 26,9 | 40,2 | 35,4 | 74,5 | 4,4 | 1,3 | 0,8 | 0,1 | 9,8  |